# 名鉄7300系電車
名鉄7300系電車（めいてつ7300けいでんしゃ）は、1971年（昭和46年）に新製された名古屋鉄道の電車である。
1997年（平成9年）に大半の車両が豊橋鉄道へ譲渡され、原形式・原番号のまま同社7300系電車として導入、渥美線において運用されていたが、2002年（平成14年）に全車廃車となった。

## 概要

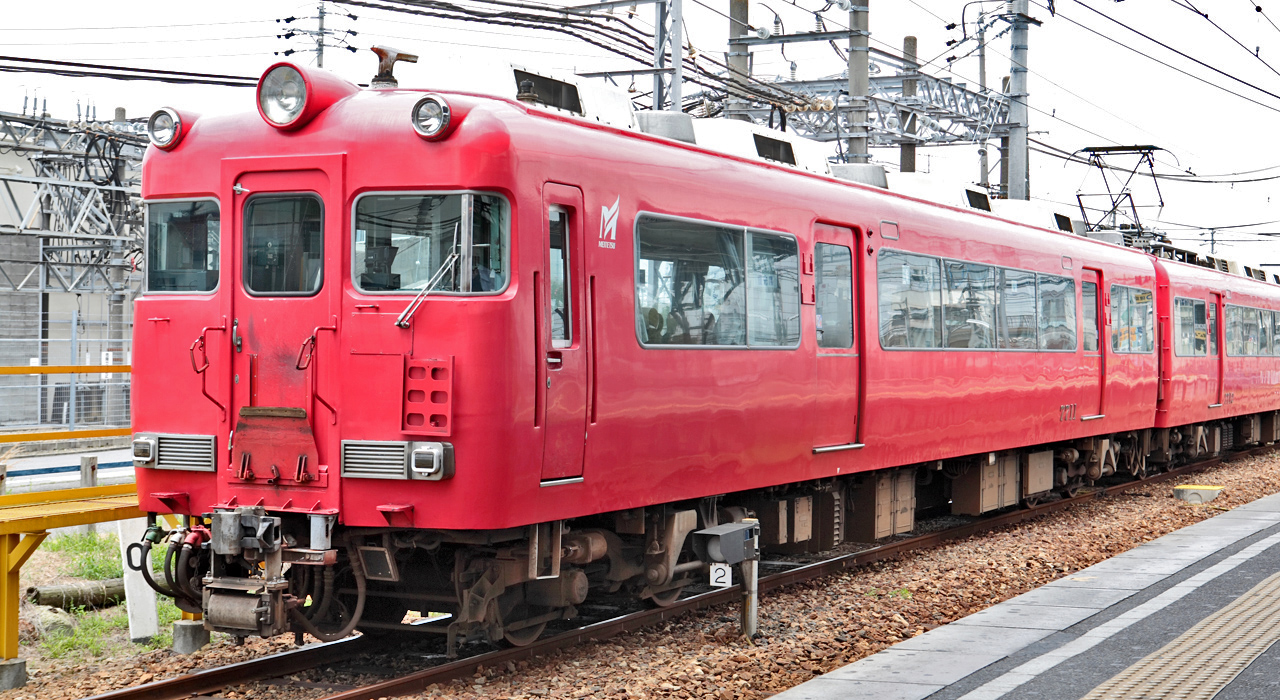
昭和４８年４月に登場した貫通型パノラマカー７７００系

本系列の最大の特徴は、旧型車（3800系29両・モ800形1両）の機器を流用し車体を新造したことである。そのため、7000系パノラマカーと同等の車体であるものの、吊り掛け駆動方式のAL車（間接自動制御車）という点である。したがって、モ800形（初代）や3400系など他のAL車との連結も可能であった。
先頭車（運転台）は通常の形状であるが、新製（更新）当時の7000系（7次車）とほぼ同じ設計で製作され、当初の計画としては座席指定（有料）特急にも使用する予定であったため、ミュージックホーンと「座席指定」表示器が装備されていた（双方とも晩年に撤去される）。1972年（昭和47年）春、7300系特急「明治村号」が、碧南 - 上飯田間に、座席指定特急として運転された（犬山 - 上飯田間は普通）。
カルダン駆動の特急車と同じ車体を載せた吊り掛け駆動の電車は、他に近鉄18000系、南海12001系・21201系などがある。その中でも本系列と近鉄18000系は、空調完備・固定窓のオールクロスシート車の吊り掛け駆動車という点で希少な部類である。

## 車体
車体は、高性能低床仕様の7500系「パノラマカー」の7515Fの中間に組み込まれた「モ7665型・モ7566型」及び3780系HL冷房車に似た正面貫通式の高運転台構造となり、貫通扉の上部にも大型の丸型ライトがある5500系のようになり、車体側面はパノラマカーのグループにほぼ準じた連続窓デザインである。
しかし、妻部断面と側板・屋根板との継ぎ目を大きなRでつなぎ、両側尾灯内側にグリルを備えて精悍な印象を得ている7700系と異なり、7300系は簡素な切妻形（平面）で、貫通扉の窓が大きい。また尾灯回りには特段の装飾も無く、運転台の窓下に飾り帯なども見られないため、全体にいささか締まりの無い形態を呈している。前面の簡素な形態は、やはり車体断面を除けばパノラマカー系列より旧型車更新の3780系に近い。連結器も高性能車に用いられている密着自動連結器ではなく、他のAL車と同様の並形自動連結器である。
なお、前面展望席が無い上に吊り掛け駆動方式であったため、「パノラマカーのような車体を持つが、パノラマカーとは言えない車両」ということで、後年製造された完全新造車の7700系とともに「セミパノラマカー」と称されたが、登場時には「似非パノラマカー」「パノラマもどき」「変形」などと揶揄されていた。後年には「吊り掛けパノラマ」などと呼ばれていた。
晩年は、側窓支持のHゴムが灰白色から黒色に変更され、パノラマカーのイメージから一歩後退していた。
AL車であるが、パンタグラフは在来AL車のような運転台側ではなくSR車と同じ後位連結側に、中間電動車もそれに揃えた側に搭載された。この点以外は在来AL車と同様で、パンタグラフ搭載車両（つまり主制御器付き電動車）の向きはSR車と正反対の豊橋方となる。

### 内装
戸袋部を除きオール転換クロスシートで、内装は7700系と同一と考えてよい。登場時の座席モケットは灰緑色で、パノラマカー系統では最後の採用であった。晩年は7000系と同じ赤色または5500系や他のAL車と同じエンジ色に変わった。また、冷房装置は8,500 kcal/hの集約分散式を4基搭載、側窓は合わせガラスで同年の7000系7次増備車と同一であり、足回り以外の装備は進化したものとなっていた。
新造時は照明も7000系と同様の連続配置の蛍光灯で、かつカバー付きのものだったが、1980年（昭和55年）にはカバーが撤去され、本数も半減されている。
後年にドア脇の一部シートを撤去しているが、ロングシートの設置などは行われなかった。

## 主要機器

### 台車
当初は3800系由来のイコライザー台車である日車D-18形を装備していたが、1978年（昭和53年）からペデスタル式住友FS-36形（軸距2,300 mm）に変更している。一体鋳鋼からプレス鋼板となり、ボルスタアンカ受けやオイルダンパ取付け座の形状が異なる以外は、3780系や6750系サ6680形のFS-35形とほぼ同型で、吊り掛け駆動方式のコイルバネ台車にしては優秀な乗り心地だった。

### その他の機器
主電動機は種車から流用した出力110 kW級の東洋TDK-528系を搭載する。主制御器は制御段数が少ない3800系のES-516系に代えて標準品のES-568系に統一された。歯車比は3.21で他のAL車と変わらず、したがって走行性能も営業最高速度100 km/h、起動加速度1.8 km/h/s（着席乗車時、応荷重なし）と同一であり、日常的に混結運転が行われていた。電動発電機は冷房電源ともなるため出力60 kVAの7000系と同一品を搭載する。当初、電動空気圧縮機は流用品であったが、台車交換が完了した後にC-1000型へと換装された。

## 編成
2両編成9本（18両）と4両編成3本（12両）の計30両が在籍していた。
| 編成  | 編成     | ← 豊橋新岐阜 → | ← 豊橋新岐阜 → | ← 豊橋新岐阜 → | ← 豊橋新岐阜 → |
| 編成  | 編成     | モ7300 (Mc)    | サ7400 (T)     | モ7450 (M)     | ク7200 (Tc)    |
| 7301F | 車両番号 | 7301           | 7401           | 7451           | 7201           |
| 7301F | 種車     | モ3803         | ク2829         | モ3829         | ク2803         |
| 7302F | 車両番号 | 7302           | 7402           | 7452           | 7202           |
| 7302F | 種車     | モ3801         | ク2822         | モ3822         | ク2801         |
| 7303F | 車両番号 | 7303           | 7403           | 7453           | 7203           |
| 7303F | 種車     | モ3804         | ク2820         | モ3820         | ク2804         |

| 編成  | 編成     | ← 豊橋新岐阜 → | ← 豊橋新岐阜 → | ← 豊橋新岐阜 → | ← 豊橋新岐阜 → |
| 編成  | 編成     | モ7300 (Mc)    | ク7200 (Tc)    |                |                |
| 7304F | 車両番号 | 7304           | 7204           |                |                |
| 7304F | 種車     | モ3802         | ク2802         |                |                |
| 7305F | 車両番号 | 7305           | 7205           |                |                |
| 7305F | 種車     | モ3810         | ク2810         |                |                |
| 7306F | 車両番号 | 7306           | 7206           |                |                |
| 7306F | 種車     | モ3806         | ク2806         |                |                |
| 7307F | 車両番号 | 7307           | 7207           |                |                |
| 7307F | 種車     | モ806          | ク2835         |                |                |
| 7308F | 車両番号 | 7308           | 7208           |                |                |
| 7308F | 種車     | モ3824         | ク2824         |                |                |
| 7309F | 車両番号 | 7309           | 7209           |                |                |
| 7309F | 種車     | モ3823         | ク2823         |                |                |
| 7310F | 車両番号 | 7310           | 7210           |                |                |
| 7310F | 種車     | モ3817         | ク2817         |                |                |
| 7311F | 車両番号 | 7311           | 7211           |                |                |
| 7311F | 種車     | モ3819         | ク2819         |                |                |
| 7312F | 車両番号 | 7312           | 7212           |                |                |
| 7312F | 種車     | モ3825         | ク2825         |                |                |

※個別の編成を指す場合は、豊橋方のモ7300形の車両番号を用いて「7301F」（「F」は編成を意味するFormationの頭文字）のように表記される。

## 沿革

### 名古屋鉄道時代

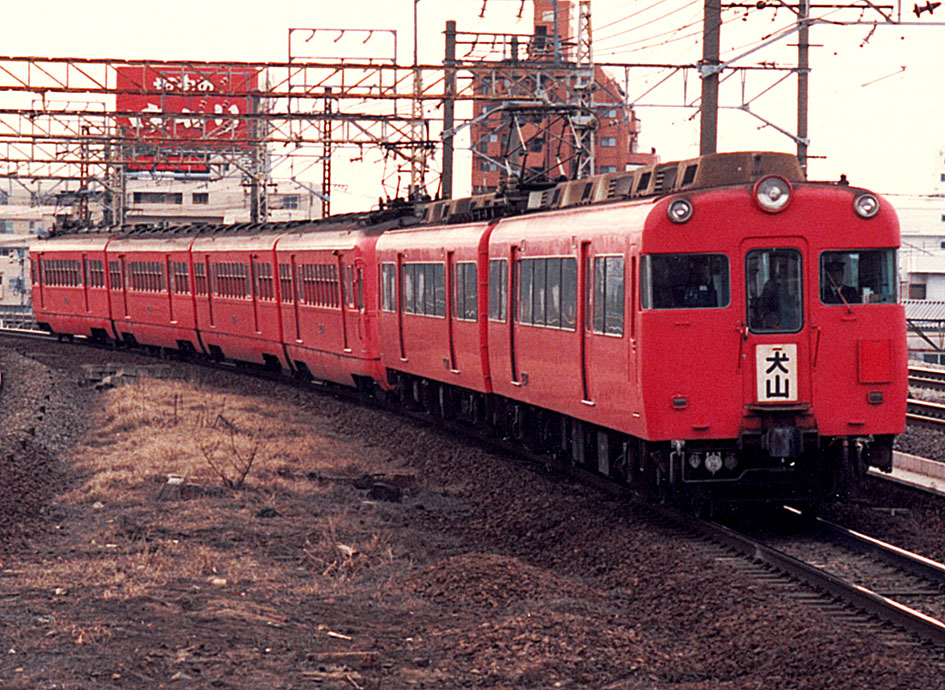
名鉄7300系 2両編成+3400系 4両編成（ナゴヤ球場前駅、1988年）

1971年秋に支線直通用の特急用車両として登場した。特急に使用することになっていたため、AL車でありながら7000番台の形式となった。当初は大量増備を見込んでいたためか、7200番台から7400番台までを使用している。なお、機器流用車の系列には5300系や3300系（2代目）など、100の位に3を付番するものが複数見られるが、これは系列の未使用番号に300番台前後が多く残っていることに起因する。当時170両近くが在籍したAL車の更新を目的としての登場であったが、実質的に車両増となる完全新製車への要望が強く、本形式は初年度の30両のみに留まりこれ以降の増備はなかった。
当初は、主に三河線をはじめとする支線直通特急（料金不要）に使用されていたが、7000系・7700系などSR車（高性能車）の増備が進むとともに普通（各駅停車）から特急（後に高速）まで、1,500V区間の全域で他のAL車と共通運用されるようになった。
- 1970年代後半から1980年代にかけての運用では、2両編成（9編成）が「AL2両編成」運用の中へ完全に組み込まれ、他のAL車と連結しての運用も多数あったが、4両編成（3編成）は当時の「OR車」（3400系・3900系の4両編成）と共通の4両単独運用となっていた。ただし平日朝ラッシュ時には、少ないながらも4+4や4+2+2の8両編成に組み込まれて運行された。
- 特に、支線区のローカル列車にも冷房付転換クロスシート車が運行されることで、旅客サービスの向上（底上げ）につながったことは間違いない。一般乗客にとっては非冷房のSR車5000系などよりもサービスの良い車両であった。
- 1972年に一般車仕様の電動方向幕及び種別幕の実用試験が行われ、7301の正面貫通扉に方向幕、進行方向右側の窓部分に種別幕が取付けられた。[2]試験終了後は撤去されて元の仕様に戻された。
- 晩年は三河線を中心に、小牧線や各務原線、広見線、末期の挙母線等で多く運用され、両運転台の800系（単行）や登場時の2両編成・塗色に戻されていた3400系など、残り少なくなったほかのAL車と連結運転する運用もみられた。急行の他、高速にも運用されていた。なお、台車に続いて電動空気圧縮機も新性能車並みのC-1000型に換装されていた。

1997年4月13日のさよなら運転を最後に名古屋鉄道での営業運転を終了し、廃車（譲渡）された。

### 豊橋鉄道への譲渡

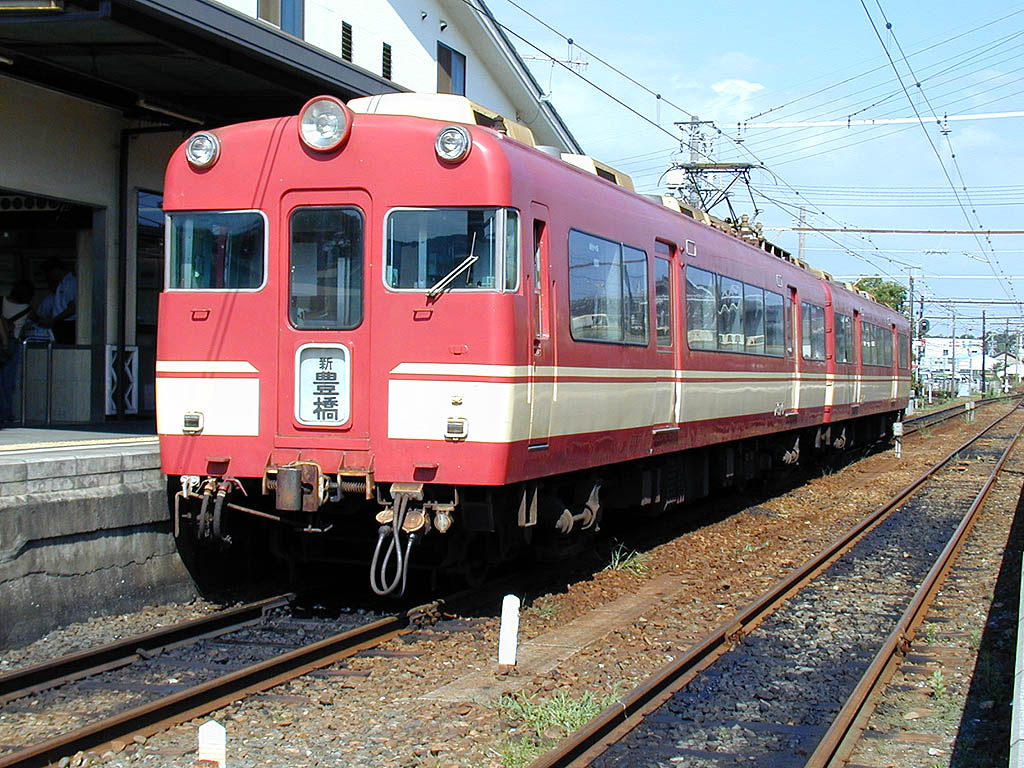
渥美線運用当時の7300系
（2000年8月・旧三河田原駅にて撮影）

1997年7月2日、渥美線の架線電圧が1,500Vに昇圧されたのに伴い、全車両を本系列に置き換えることになった。このため、部品確保名目で廃車となった中間車2両を除く28両が同社へ転籍した。4両固定編成車両は主にラッシュ時のみ使用された。
同社では順次、行先方向板を撤去し手動式正面方向幕を設置する改造が行われたほか、塗色を渥美線レッドをベースとし、下部に渥美線クリーム色の太帯を通したものへ変更された。また、7304F、7307Fは入線時に「なのはな号」と「なぎさ号」と愛称が付けられ、それぞれ黄色に黄緑色の帯、水色に白色の帯への塗装変更と先頭車前面左側窓下に塗装により描かれた愛称表示が追加されていた。
なお、渥美線では車両形式4桁のうち千の位と百の位で車体長を表す付番基準になっているが、本系列のみが元の形式のままで営業運転を開始しており、唯一の例外であった。また、渥美線では初の中間車が登場している。
これにより、渥美線の車両はすべて冷房付き・転換クロスシート・固定窓となったが、600V時代にはカルダン車1900系も在籍していたため、カルダン車を吊り掛け駆動車へ置き換えるという珍しい現象が起きた。
しかし、出自が高速運転向きの吊り掛け駆動車で起動加速度が低いうえに、2扉クロスシート配置ということもあり、ラッシュ時を中心に遅延が発生しやすく、置き換えと同時に12分間隔へと増発したダイヤも乱れがちになってしまい、再度ダイヤを戻す事態になった。そのため全車ワイパーの電動化、順次主抵抗器の更新などを行っていたが、わずか3年程度で元東京急行電鉄7200系の1800系で置き換えられることになった。その後、予備車として1編成（「なのはな号」）が在籍していたが、2002年3月31日のさよなら運転を最後に廃車となった。
なお、2001年初頭に「超過激!電車丸ごとプレゼント」というキャッチコピーで無償譲渡先を募り、実際に一部の車両が譲渡された。これ以降、他の鉄道事業者でも廃車体を解体せずに無償譲渡先を募る例が出ている（相鉄新6000系、横浜市交1000形など）。比較的良好な状態で保存されている例としては、愛知県豊橋市大山町のク7202がある。内装は変更されているものの、整備は行き届いている。

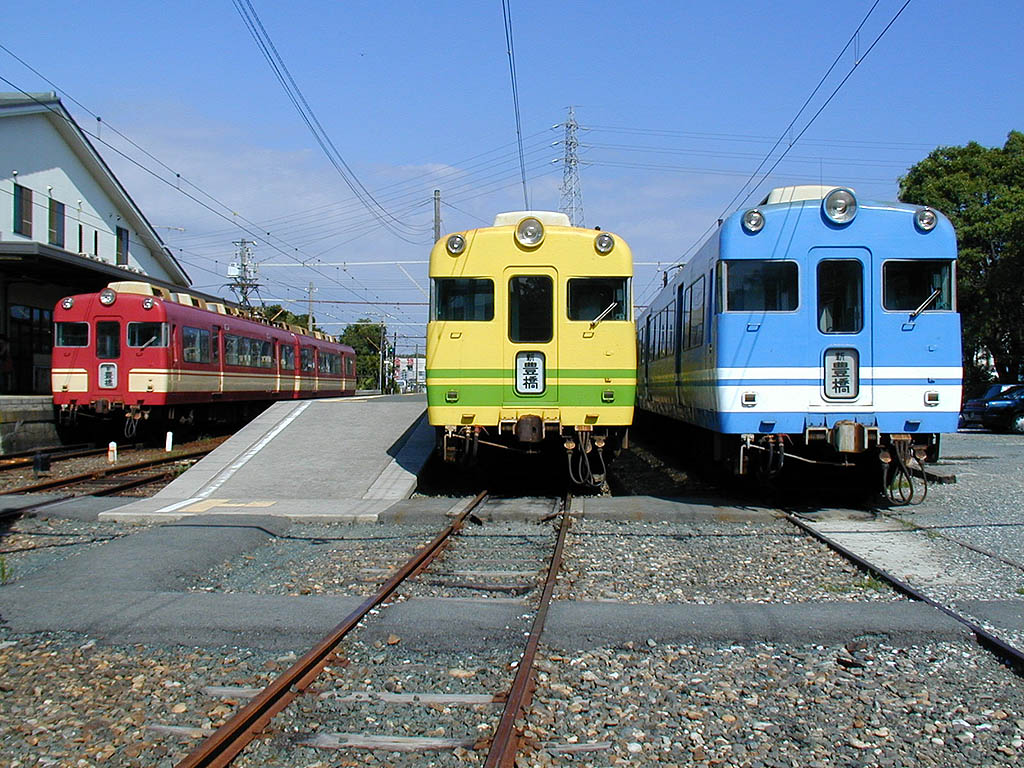
豊鉄7300系各色（水色、黄色はそれぞれ4両固定編成車両のもの）
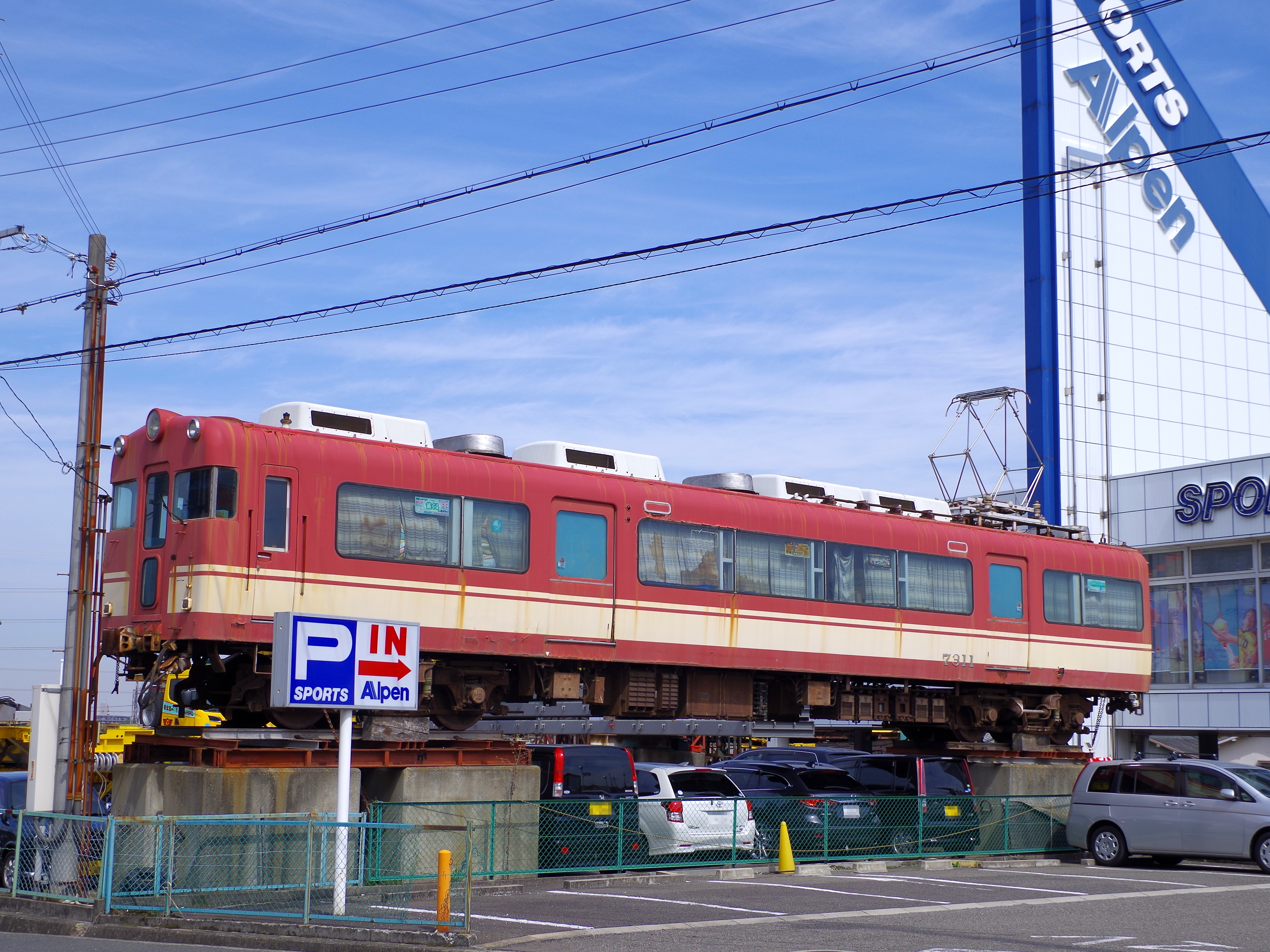
譲渡後のモ7311（2013年、河内長野市）[注 10]
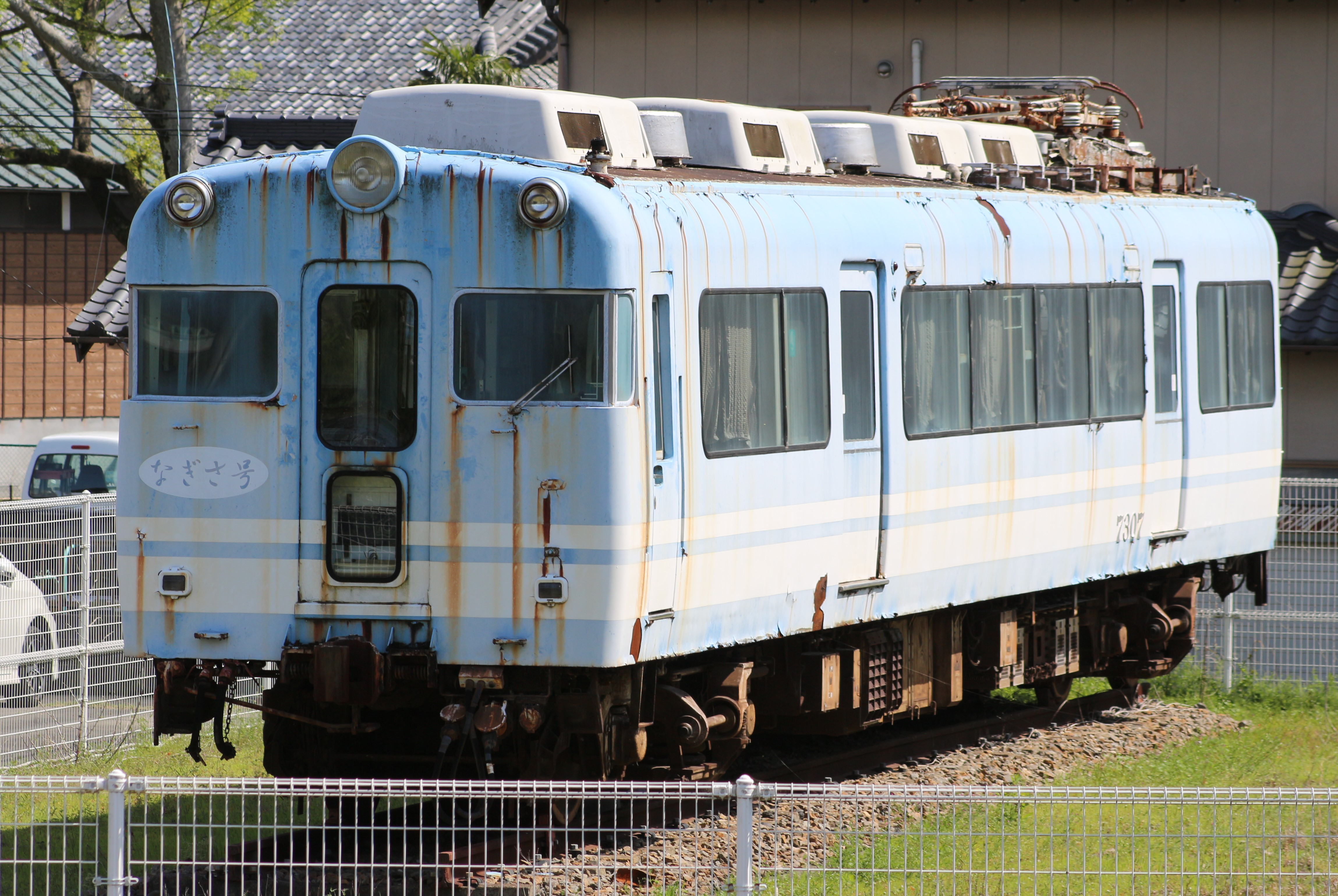
譲渡後のモ7307「なぎさ号」（2021年、森町）
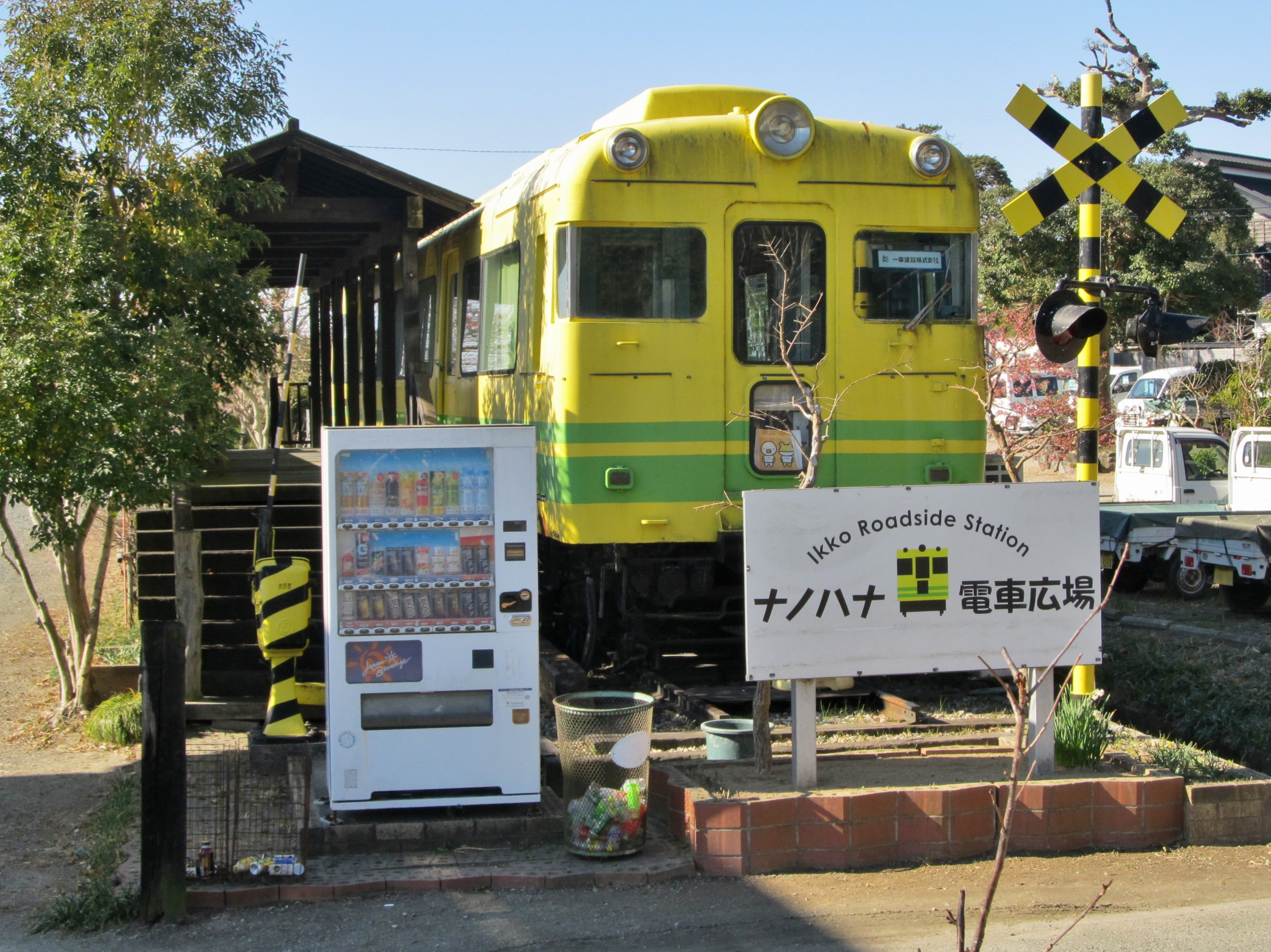
譲渡後のク7202「なのはな号」（2023年、豊橋市）